# Makeba (krater)
Makeba är en nedslagskrater på planeten Merkurius, med en diameter på ungefär 26 kilometer.
2024 uppkallades kratern efter sångerskan Miriam Makeba.